# Gepard
Geparden (latin: Acinonyx jubatus) er et atypisk medlem af kattefamilien, da den under jagten udnytter sin hastighed og ikke usynlighed. Geparden er den hurtigste af alle landlevende dyr og kan nå en tophastighed på knap 110 til 120 kilometer i timen over korte distancer.

## Udseende
Gepardens pels er gul med runde sorte pletter. Den voksne gepard vejer mellem 40 og 65 kg, og er mellem 110 og 135 cm lang, mens halen kan blive op til 85 cm.

## Levevis
Geparden er kødæder og jager oftest pattedyr under 55 kg, f.eks. gazeller og gnukalve. 
Dens jagtvåben er hastighed og ikke usynlighed. Dog kan hanner, som går sammen i grupper af 3-5, bruge gruppetaktik, når de skal fange et bytte. Hunnen går altid alene, medmindre hun har et kuld, så går hun med dem. 
Tidligere har man angivet hastigheden til mellem 110 og 120 km/t, men det var målinger foretaget af den tyske fotograf Kurt Severin i 1957, ved brug af et cykelhjul, et stopur og en snor til at måle farten. De nye data, der er baseret på 367 gps hastighedsmålinger af geparder, som var på jagt i fuld firspring, viser en hastighed på 93 km/t (58 miles/hour), hvilket dog fortsat gør geparden til det hurtigste dyr på jorden. Målingerne blev foretaget af den britiske naturforsker og tv-mand, David Attenborough og offentliggjort i 2015.

## Udbredelse
Dyret findes uden for fangenskab kun i Afrika og Asien. Den største tæthed af geparder findes i Namibia. To underarter af geparden angives som kritisk truet af IUCN. Det drejer sig om den asiatiske underart A. j. venaticus, der kun findes i Iran og om A. j. hecki som er udbredt i landene Algeriet, Niger, Benin og Burkina Faso. Der er dog tvivl om hvilken underart de nordafrikanske geparder tilhører.

### Underarter
- Acinonyx jubatus hecki (Hilzheimer, 1923)
- Acinonyx jubatus jubatus (Schreber, 1776)
- Acinonyx jubatus rex (Pocock, 1927)
- Acinonyx jubatus soemmeringi (Fitzinger, 1855)
- Acinonyx jubatus venaticus (Griffith, 1821).